# Katsushika Hokusai
Katsushika Hokusai (葛飾北斎?, Warigesui, Honjo, leste de Edo, Província de Musashi (atual: Sumida, Tóquio), provavelmente em 31 de outubro de 1760 — Henjōin, Shōten-chō, Asakusa, 10 de maio de 1849) foi um artista japonês, pintor de estilo ukiyo-e e gravurista do período Edo. Em sua época, era um dos principais especialistas em pintura chinesa do Japão. Nascido em Edo (atual Tóquio), Hokusai é melhor conhecido como autor da série de xilogravuras Trinta e seis vistas do monte Fuji (富嶽三十六景, Fugaku Sanjūroku-kei?, c. 1831) que inclui sua pintura icônica e internacionalmente conhecida, A Grande Onda de Kanagawa, criada durante a década de 1820.
Hokusai criou o Trinta e seis vistas tanto como resposta à suas viagens quanto como parte de sua obsessão pessoal pelo Monte Fuji. Foi desta série, especificamente, que vieram as obras A Grande Onda e Fuji em Tempo Claro, que garantiram uma considerável fama de Hokusai dentro do território japonês e também fora dele. Como o historiador Richard Lane concluiu, "Na verdade, se há uma obra que fez o nome de Hokusai, tanto no Japão quanto no exterior, ela deve ser uma pintura desta série monumental...". Embora as obras de Hokusai anteriores a estas séries sejam certamente importantes, não foi até esta série que ele ganhou um amplo reconhecimento e deixou um impacto duradouro no mundo da arte. Foi também a A Grande Onda que inicialmente recebeu, e continua a receber, elogios e popularidade no mundo oriental.

## Biografia
Hokusai nasceu no 23.º dia do nono mês do décimo ano do período Horeki (outubro ou novembro de 1760), filho de uma família artesã, no bairro de Katsushika de Edo, Japão Seu apelido na infância era Tokitarō. Acredita-se que seu pai era o fabricante de espelhos Nakajima Ise, que produziu os espelhos para o shogun. Seu pai nunca fez de Hokusai um herdeiro, então é possível que sua mãe fosse uma concubina. Hokusai começou a pintar por volta dos seis anos de idade, possivelmente aprendendo a arte de seu pai, cujo trabalho sobre espelhos também incluía a pintura de desenhos em torno dos espelhos.
Hokusai foi conhecido por pelo menos 30 nomes durante sua vida. Embora o uso de vários nomes fosse uma prática comum dos artistas japoneses da época, o número de nomes que ele usou foi muito superior ao de qualquer outro grande artista japonês. As mudanças de nome de Hokusai são tão frequentes e tão frequentemente relacionadas a alterações na sua produção artística e estilo, que são úteis para separar a sua vida em períodos.
Aos 12 anos, foi enviado por seu pai para trabalhar em uma livraria e biblioteca de empréstimos, um tipo de instituição popular nas cidades japonesas, onde os livros de leitura feitos blocos de madeira de corte eram um entretenimento popular das classes média e alta. Aos 14 anos, tornou-se um aprendiz de um entalhador de madeira, onde trabalhou até os 18 anos de idade, quando então foi aceito no estúdio de Katsukawa Shunshō. Shunshō era um artista de ukiyo-e, um estilo de gravuras e pinturas em bloco de madeira que Hokusai se tornaria mestre e líder da assim chamada escola Katsukawa. Ukiyo-e, tal como praticada por artistas como Shunshō, focava em imagens de cortesãs e atores Kabuki que eram populares nas cidades do Japão naquela época.

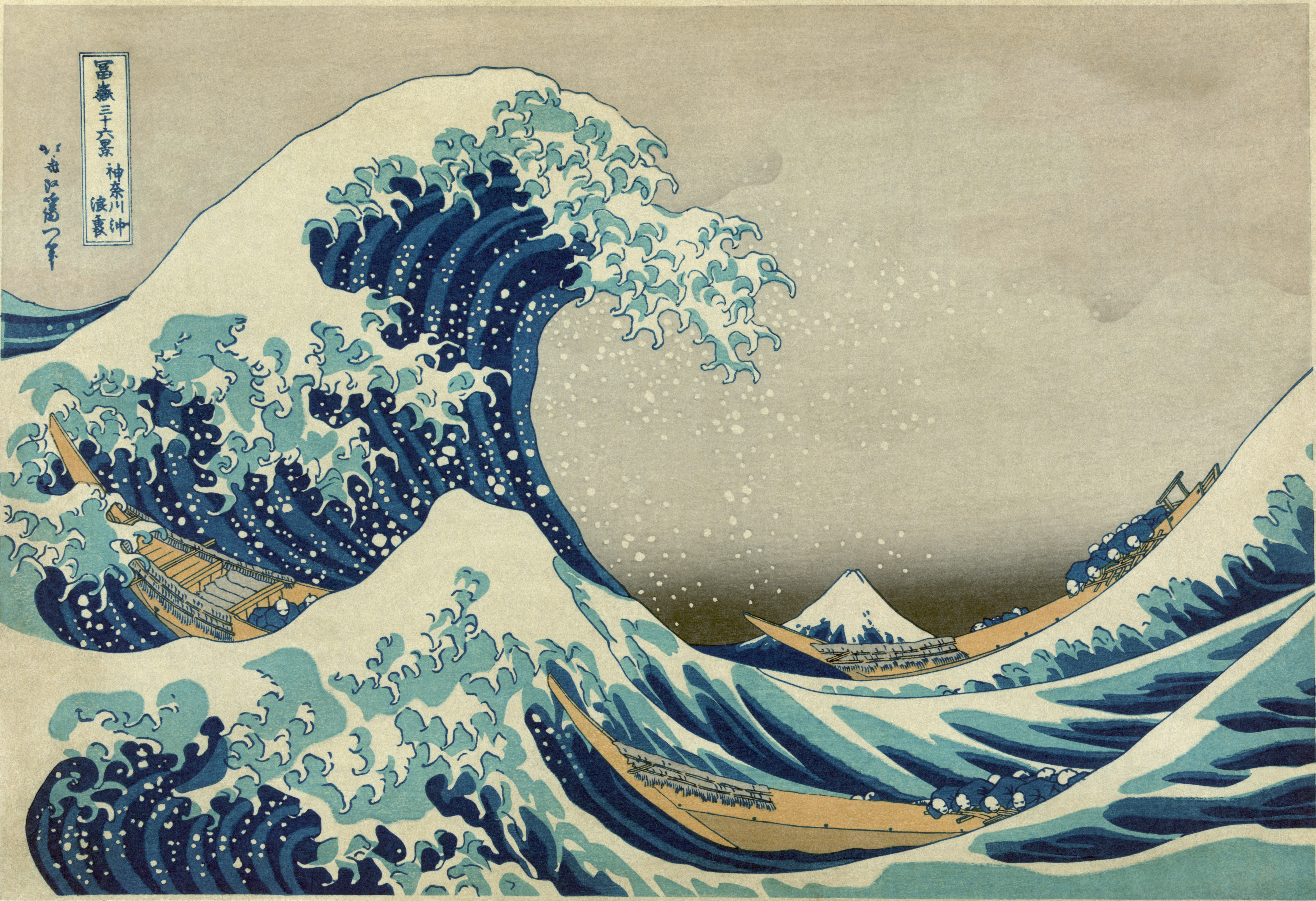
A Grande Onda de Kanagawa, a mais famosa xilogravura de Hokusai, a primeira da série 36 Vistas do Monte Fuji

Depois de um ano, o nome de Hokusai foi mudado pela primeira vez, quando ele foi apelidado Shunrō por seu mestre. Foi sob esse nome que ele publicou seus primeiros trabalhos, uma série de gravuras de atores Kabuki publicadas em 1779. Durante a década em que trabalhou no estúdio Shunshō, Hokusai casou-se com sua primeira esposa, de quem se sabe muito pouco, exceto que ela morreu no início de 1790. Ele iria se casar novamente em 1797, embora esta segunda mulher também morreu após um curto período de tempo. Ele teve dois filhos e três filhas com estas duas mulheres, e sua filha caçula, Sakae, também conhecida como Ōi, acabou por se tornar um artista como o pai.
Com a morte de Shunshō em 1793, Hokusai começou a explorar outros estilos de arte, incluindo estilos europeus que ele revelou através de gravuras de cobre francês e holandês que ele havia conseguido adquirir. Logo foi expulso da escola Katsukawa por Shunkō, o principal discípulo de Shunshō, possivelmente devido a estudos na rival Escola Kanō. Este evento foi, em suas próprias palavras, fonte de inspiração: "O que realmente motivou o desenvolvimento do meu estilo artístico foi o constrangimento que sofri nas mãos de Shunkō".

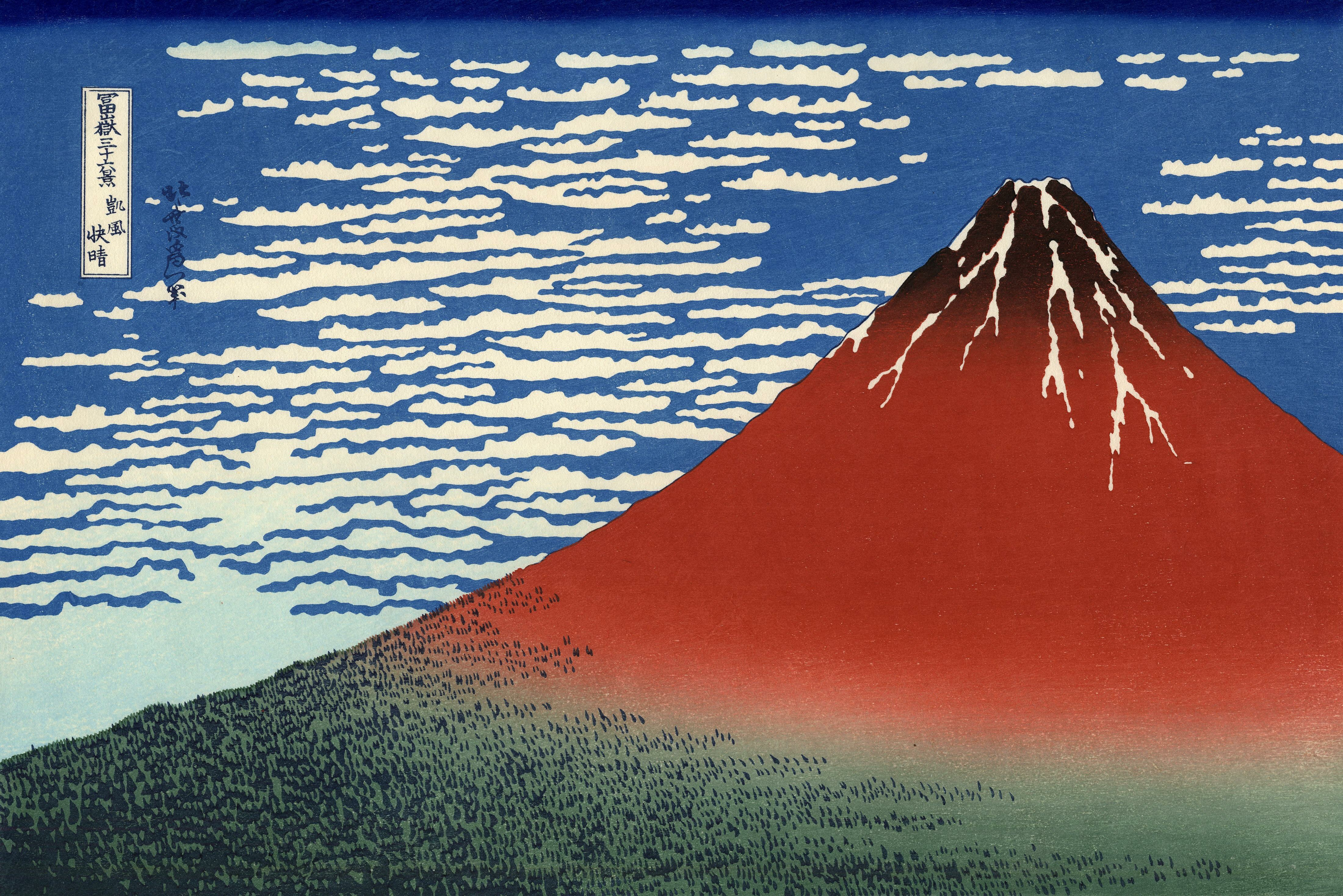
A gravura Fuji Vermelho da série Hokusai, Trinta e seis vistas do monte Fuji.

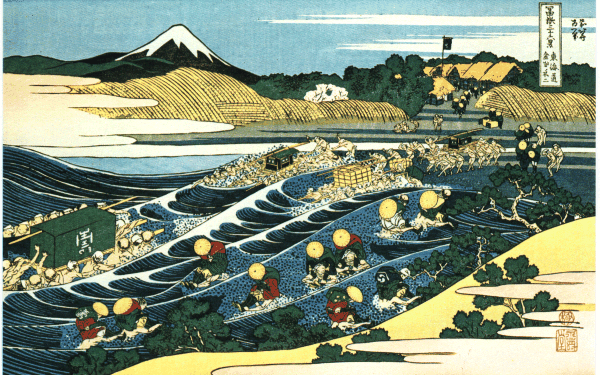
Viajantes atravessando o rio Oi, uma das dez gravuras que Hokusai adicionou às originais 36 em 36 Vistas do Monte Fuji. Foi-lhe pedido que adicionasse estas cópias por causa da popularidade da série original

Hokusai mudou também os temas de suas obras, afastando-se das imagens de cortesãs e atores que foram os temas tradicionais do ukiyo-e. Em vez disso, seu trabalho se concentrou em paisagens e imagens da vida cotidiana do povo japonês de vários níveis sociais. Esta mudança de tema foi um avanço no ukiyo-e e na carreira de Hokusai. Fogos de Artifício na Ponte Ryōgoku (1790) remonta a esse período da vida de Hokusai.
Um período muito curioso que é comumente ocultado pela sociedade é o período Taito, um período em que Hokusai produziu séries de Shunga ("arte erótica"). Trabalhos que possuem a delicadeza de uma bela representação, mas que alguns preferem esconder por considerá-las amorais. Por esse motivo Hokusai teve que muitas vezes esconder estas gravuras em envelopes, usando outros pseudônimos.
Dentre os trabalhos mais conhecidos de Hokusai, podem-se citar:
- "As trinta e seis vistas do Monte Fuji", série onde  está presente a gravura mais conhecida do artista, "A Grande Onda de Kanagawa";
- "As Cem vistas do Monte Fuji", série publicada após sua morte;
- "Hokusai Mangá", uma coleção de desenhos (de animais, pessoas, objetos, etc.). Estes esboços são muitas vezes considerados incorretamente o precedente para o mangá moderno.

Katsushika faleceu em 10 de maio de 1849. Posteriormente, cópias de suas ilustrações foram levadas ao mundo ocidental, conta a lenda que Felix Bracquemont descobre algumas páginas do " Hokusai Manga" servindo como proteção para cerâmicas japonesas em um mercado local da França. O mesmo acontece com Manet. Hokusai foi um entre tantos artistas de Ukiyo-e que influenciaram movimentos da Europa como o Impressionismo, pós-impressionismo, e art nouveau, esta influência é dado o nome de Japonismo.
Felix Bracquemont foi um importante intermediário entre a cultura japonesa e a ocidental. Este artista ajudou a divulgar a arte oriental. Outros artista que também foram bastante influenciados são, Claudet Manet, Van Gogh,Degas, Carolus Duran, Monet, Millete Rousseau, Gauguin, Signac, Henri Toulouse Lautrec, Baudelaure, Edmond de Goncourt, Mary Cassatt, Bonnad, Beardsley.

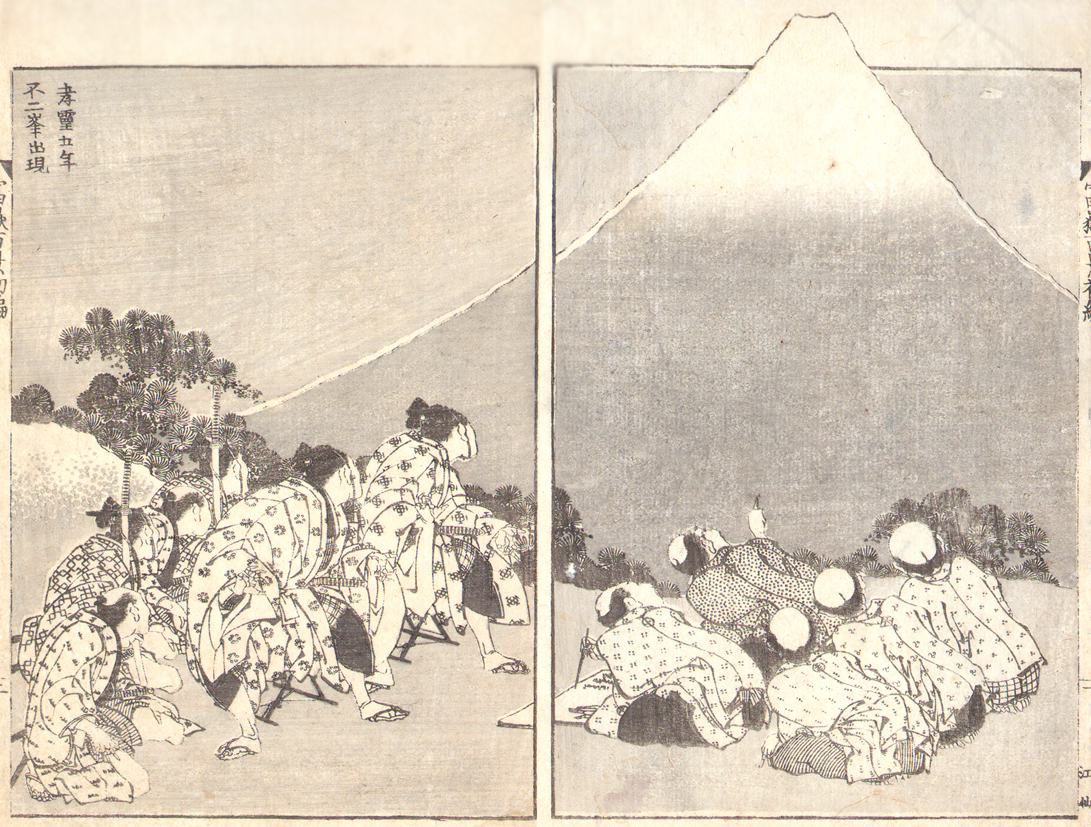
Fuji. Manga. 1814

Outro dado interessante é que, antes de morrer, Hokusai escreveu um haicai (é um costume japonês escrever um poema pouco antes da morte). Segue:
Hitodama de

yuku kisan ja

natsa no hara

Agora como espírito

devo atravessar

os campos de verão.

## Trabalhos célebres
- Trinta e seis vistas do monte Fuji (1823-1829) (inclui o conhecido "A Grande Onda em Kanagawa.")
- Hokusai Manga' (1812-1848)